# Comuna Malu cu Flori, Dâmbovița
Malu cu Flori este o comună în județul Dâmbovița, Muntenia, România, formată din satele Capu Coastei, Copăceni, Malu cu Flori (reședința), Micloșanii Mari și Micloșanii Mici.

## Așezare
Comuna se află în zona de dealuri înalte, pe valea Dâmboviței, la limita cu județul Argeș, și este străbătută de șoseaua DN72A care leagă Târgoviște de Câmpulung.

## Demografie
Componența etnică a comunei Malu cu Flori
     Români (96,8%)
     Alte etnii (3,2%)
Componența confesională a comunei Malu cu Flori
     Ortodocși (96,01%)
     Alte religii (0,75%)
     Necunoscută (3,24%)
Conform recensământului efectuat în 2021, populația comunei Malu cu Flori se ridică la 2.404 locuitori, în scădere față de recensământul anterior din 2011, când fuseseră înregistrați 2.484 de locuitori. Majoritatea locuitorilor sunt români (96,8%). Din punct de vedere confesional, majoritatea locuitorilor sunt ortodocși (96,01%), iar pentru 3,24% nu se cunoaște apartenența confesională.

## Politică și administrație
Comuna Malu cu Flori este administrată de un primar și un consiliu local compus din 11 consilieri. Primarul, Ion Constantin[*], de la Partidul Social Democrat, este în funcție din 2016. Începând cu alegerile locale din 2024, consiliul local are următoarea componență pe partide politice:
|  | Partid                    | Consilieri | Componența Consiliului | Componența Consiliului | Componența Consiliului | Componența Consiliului | Componența Consiliului | Componența Consiliului | Componența Consiliului | Componența Consiliului |
|  | ------------------------- | ---------- | ---------------------- | ---------------------- | ---------------------- | ---------------------- | ---------------------- | ---------------------- | ---------------------- | ---------------------- |
|  | Partidul Social Democrat  | 8          |                        |                        |                        |                        |                        |                        |                        |                        |
|  | Partidul Național Liberal | 2          |                        |                        |                        |                        |                        |                        |                        |                        |
|  | Alianța Dreapta Unită     | 1          |                        |                        |                        |                        |                        |                        |                        |                        |

## Istorie
Comuna nu exista la sfârșitul secolului al XIX-lea, deoarece fusese desființată în 1864, înainte de care comuna funcționase doar cu satul de reședință. Satul Malu cu Flori (denumit pe atunci Runceasa) făcea în 1902 parte din comuna Lăicăi (sau Lăicăi-Runceasa) din plasa Argeșelul a județului Muscel, fiind un sat moșnenesc cu 384 de locuitori; în el funcționa o biserică zidită în 1854 de Niță Diconescu. Pe teritoriul actual al comunei funcționa însă la acea vreme, în aceeași plasă, și comuna Micloșani, formată din satele Copăcenii Mari, Copăcenii Mici, Micloșani, Micloșanii Mari și Nicolăești, cu 1059 de locuitori. În comuna Micloșani funcționau o școală cu 37 de elevi și o biserică.
În 1910, satul Runceasa s-a separat de comuna Lăicăi-Runceasa și a format o comună de sine stătătoare, iar comuna Micloșani a fost desființată și inclusă în aceasta. Astfel, în 1925, comuna Malu cu Florile este consemnată în aceeași plasă, cu 1750 de locuitori.
În 1950, comuna Malu cu Florile a fost transferată raionului Muscel, și apoi (după 1952) raionului Muscel, ambele din regiunea Argeș. În 1968, odată cu revenirea la organizarea administrativă pe județe, județul Muscel nu a mai fost înființat, comuna Malu cu Flori fiind arondată județului Dâmbovița și primind și satul Capu Coastei de la comuna Văleni.